# Yasuhisa Toyota

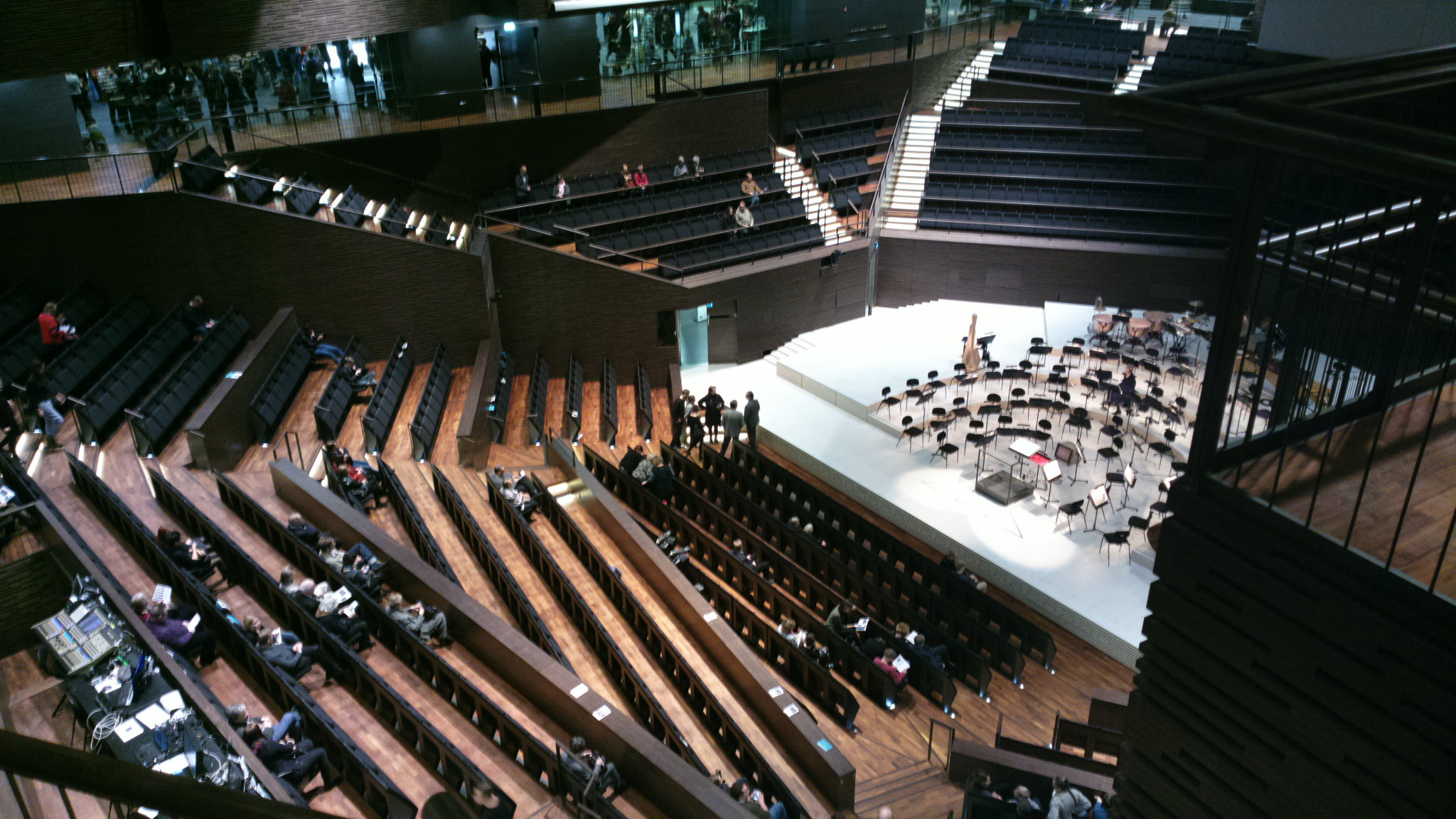
Musikhuset i Helsingfors

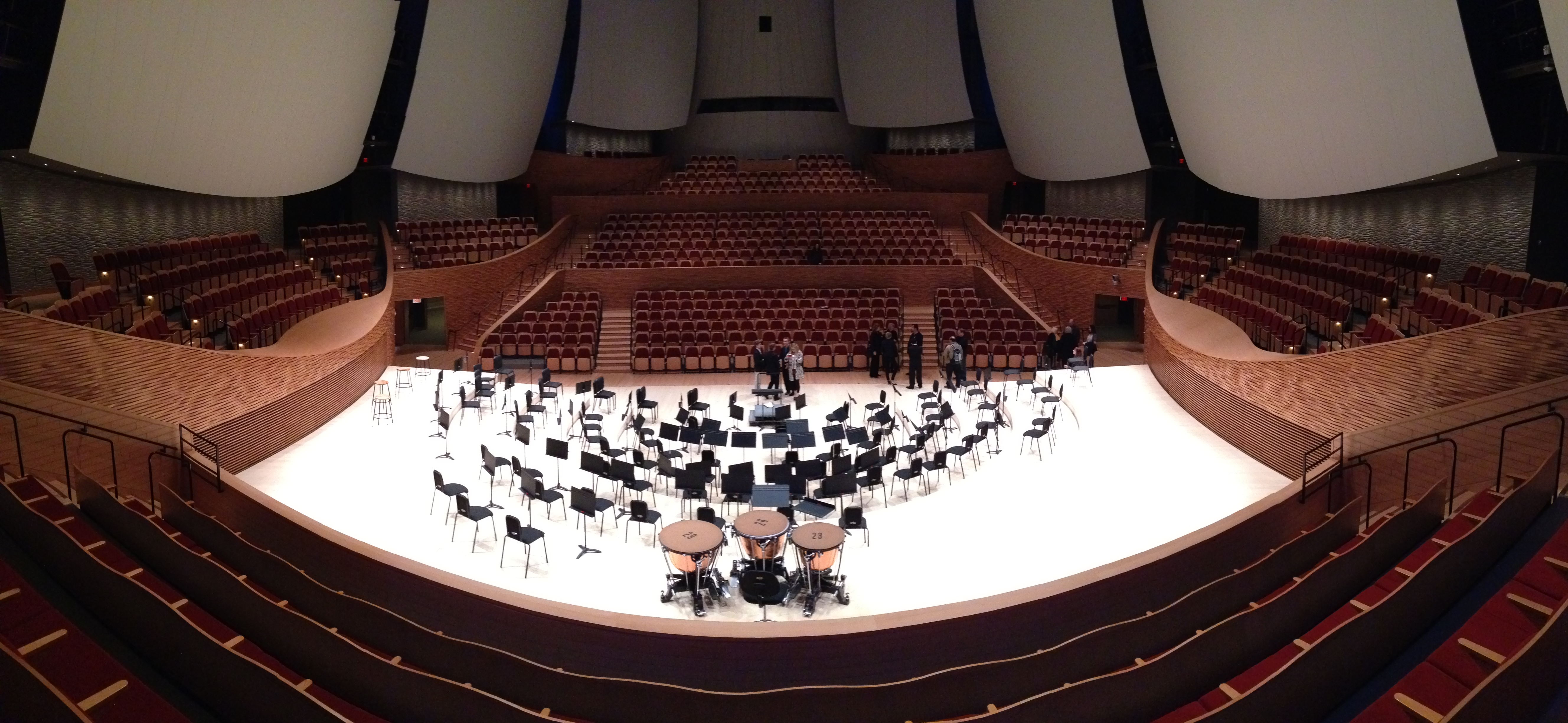
Bing Concert Hall på Stanford University

Yasuhisa Toyota (豊田 泰久), född 1952 i Japan, är en japansk akustikingenjör, som har varit ansvarig för ett stort antal akustiska byggnadsprojekt i hela världen.  
Yasuhisa Toyota har utbildat sig på Kyushu Institute of Design i Fukuoka, med en examen 1977. Han är chef för Nagata Acoustics i Tokyo.

## Exempel på akustikarbeten
- 1986: Suntory Hall i Tokyo i Japan
- 2003: Walt Disney Concert Hall i Los Angeles i USA
- 2005: Casa da Música i Porto i Portugal
- 2006: Konsertsalen i Mariinskijteatern i Sankt Petersburg i Ryssland
- 2007: Shenzhens konserthus i Kina
- 2009: Danmarks Radios Konserthus i Köpenhamn
- 2009: Renovering av Sydneys operahus
- 2011: Musikhuset i Helsingfors
- 2011: Kauffmann Center for the Performing Arts i Kansas City i Missouri i USA
- 2011: New World Center i Miami Beach i Florida i USA
- 2012: Konsertsalen i Museo del Violino i Cremona i Italien
- 2013: Bard College Performing Arts Center i Annandale-on-Hudson i delstaten New York i USA
- 2013: Bing Concert Hall på Stanford University i Stanford i Kalifornien i USA
- 2014: Polska radions symfoniorkesters konsertsal i Kattowitz i Polen
- 2015: Philharmonie de Paris i Paris
- 2017: Elbphilharmonie i Hamburg
- 2022: Drottning Silvias konsertsal i Stockholm